# Горинь (Лодзинське воєводство)
Горинь (пол. Goryń) — село в Польщі, у гміні Відава Ласького повіту Лодзинського воєводства.
Населення — 81 особа (2011).
У 1975-1998 роках село належало до Серадзького воєводства.

## Демографія
Демографічна структура станом на 31 березня 2011 року:
|          | Загалом | Допрацездатний вік | Працездатний вік | Постпрацездатний вік |
| -------- | ------- | ------------------ | ---------------- | -------------------- |
| Чоловіки | 38      | 1                  | 29               | 8                    |
| Жінки    | 43      | 5                  | 20               | 18                   |
| Разом    | 81      | 6                  | 49               | 26                   |